# Municipio de Scott (condado de Hamilton)
El municipio de Scott (en inglés: Scott Township) es un municipio ubicado en el condado de Hamilton en el estado estadounidense de Iowa. En el año 2010 tenía una población de 274 habitantes y una densidad poblacional de 2,91 personas por km².

## Geografía
El municipio de Scott se encuentra ubicado en las coordenadas 42°15′9″N 93°31′19″O / 42.25250, -93.52194. Según la Oficina del Censo de los Estados Unidos, el municipio tiene una superficie total de 94.15 km², de la cual 94,07 km² corresponden a tierra firme y (0,09 %) 0,08 km² es agua.

## Demografía
Según el censo de 2010, había 274 personas residiendo en el municipio de Scott. La densidad de población era de 2,91 hab./km². De los 274 habitantes, el municipio de Scott estaba compuesto por el 94,89 % blancos, el 0,36 % eran afroamericanos, el 0,73 % eran asiáticos, el 3,65 % eran de otras razas y el 0,36 % eran de una mezcla de razas. Del total de la población el 5,84 % eran hispanos o latinos de cualquier raza.